# 保和海
保和海（Bohol Sea），又名棉兰老海（Mindanao Sea），菲律宾米沙鄢群岛和棉兰老岛之间的一个陆间海。
保和海南北宽115公里，东西长270公里，东部通过苏里高海峡和菲律宾海相连，西部连通苏禄海。

## 参考文献

保和海